# LTTC De Toekomst
Lochemse Tafeltennis Club De Toekomst (L.T.T.C. De Toekomst) is een tafeltennisvereniging die is ontstaan uit de voetbalclub "Blauw-Wit"

## Geschiedenis
De vrouwen van deze club hebben de tafeltennisclub opgericht op 26 juni 1952. De jonge vereniging nam haar intrek in het clubgebouwtje van de geheelonthoudersvereniging De Toekomst. Die naam werd vervolgens overgenomen door de tafeltennisvereniging.
Direct al werd er met drie teams aan de competitie meegedaan. Na het wegvallen van een van de stuwende krachten in de beginjaren door andere drukke werkzaamheden, kwam er ook een eind aan de groei van de vereniging. Enkele jaren later kwam er zelfs een terugslag die de vereniging bijna deed verdwijnen.
In 1967, toen de heer Theunissen (†) in Lochem kwam wonen, ontmoette hij de toen nog in functie zijnde penningmeesteres, mevrouw W. Vorenkamp (†). Uit een gesprek bleek dat op dat moment de club niet actief was. Samen waren ze in de weer geweest om alles opnieuw op de rails te krijgen, hetgeen gelukt is. Zodoende kon in 1968 weer met de competitie begonnen worden. Met de verhuizing naar een nieuwe sporthal, waar de maandagavond werd gedeeld met een badmintonclub, kwam er weer groei in de vereniging.
Het plan om een eigen speelzaal te bouwen werd in januari 1981 door de leden unaniem goedgekeurd en is op eigen kracht gebouwd in 1982/1983.
In 1984 werd er een afdeling opgericht voor de gehandicapten en in 1997 werd de vereniging versterkt met een (jazz)gymgroep.
In 2001 werd de tafeltennishal met 260m² uitgebreid en het bestaande gedeelte werd zowel in- als uitwendig opgeknapt.

## Selectiespelers
De volgende spelers speelden minimaal één wedstrijd voor L.T.T.C. De Toekomst in de eredivisie:
Mannen:
| - Remi Beelen - Jelle Bosman - Wai-Lung Chung - Robert Jan van der Heijden - Jonah Kahn | - Gert Kobes - Reinier Paetzel - Ron van Spanje (2x NK) |

- NK = Nederlands Kampioen enkelspel